# LoRa
LoRaWAN je odprt nelicenčni brezžični IoT komunikacijski standard, ki ga upravlja združenje LoRa Alliance. Nastal je namensko za vzpostavitev zmogljivih in učinkovitih javnih in zasebnih LPWAN (Low Power Wide Area Network) IoT omrežij znotraj in zunaj prostorov. Multitech Conduit – LoRa bazne postaje so srce pametnega IoT omrežja. 
Ena sama LoRa bazna postaja pokrije s signalom celotno manjše mesto velikosti  do 16km. S tem poskrbi za zanesljivo brezžično LoRa IoT omrežje, na katerega se lahko priklopi neomejeno število LoRa senzorjev in naprav. 
Povezava je nadalje prek vgrajene žične WAN ali mobilne povezave, ki so povezane na splet in so tako vezni člen med IoT svetom in globalnim spletnim omrežjem. Na takšen način LoRa bazne postaje delujejo in imajo takojšnjo implementacijo IoT rešitev in senzorskih omrežij na številnih in različnih področjih. V pametnem  mestu  kot npr. – industrija, energetika, kmetijstvo, infrastruktura, zdravstvo, trgovine, transport,varnost, pametne stavbe…
Solvera Lynx je prva postavila LoRaWAN omrežje IoT v Sloveniji, ki je pokrivala večja urbana in industrijska območja.